# GTPáza

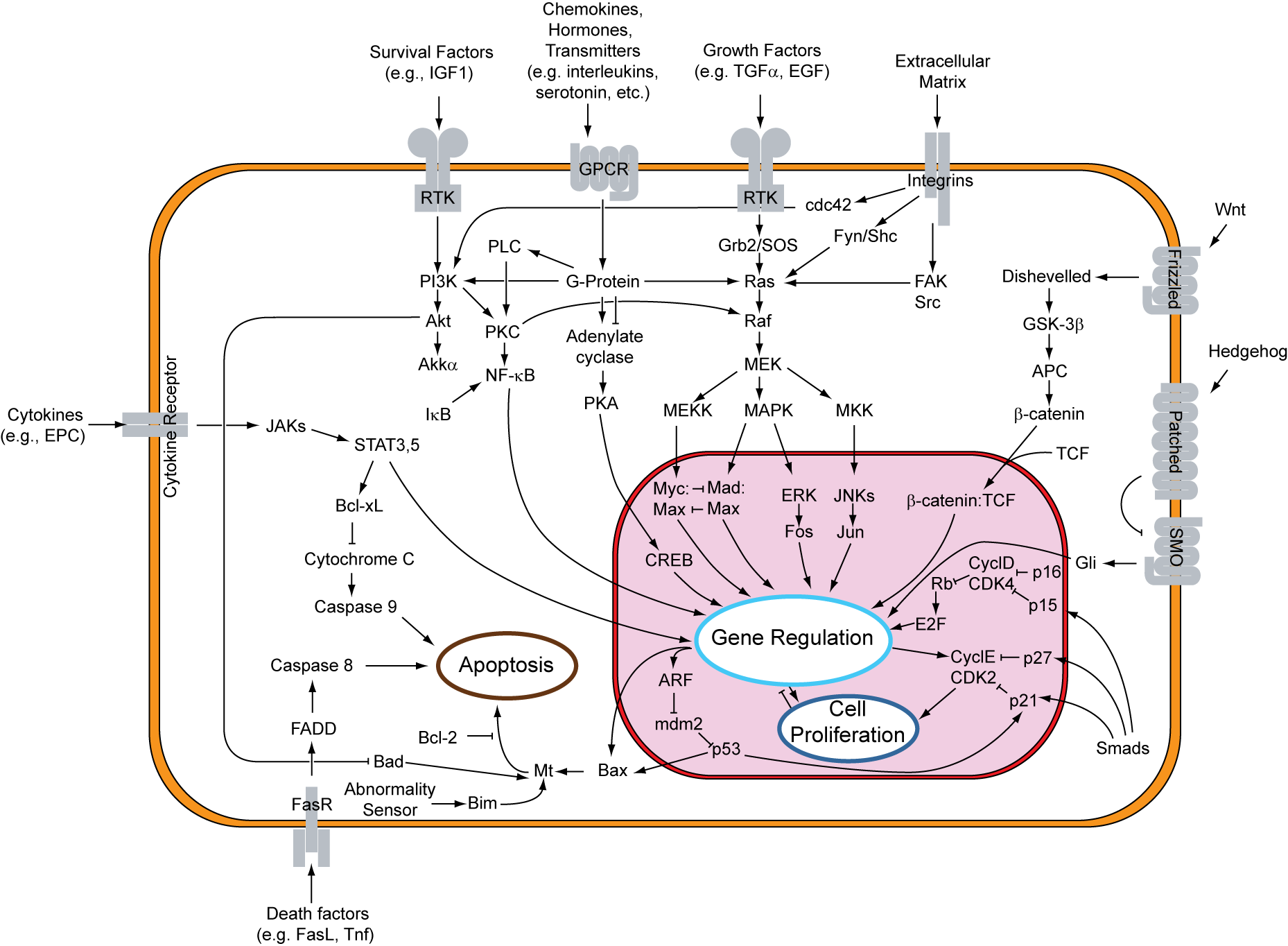
G-proteiny i Ras proteiny jsou příklady GTPáz, jež se účastní složitých vnitrobuněčných kaskád; zde znázorněna kaskáda procesů vedoucích k programované buněčné smrti

GTPáza (GTP fosfohydroláza) je enzym ze skupiny hydroláz, který mění (konkrétně hydrolyzuje) guanosintrifosfát (GTP) na guanosindifosfát (GDP). GTPázy mívají významnou roli v buněčné signalizaci, nitrobuněčném transportu a přenosu informace v buňce. Patří k nim G proteiny (jež hydrolyzují GTP navázaný na nich samotných), elongační faktory (EF-T, EF-G), dále malé GTPázy ze skupiny Ras proteinů, či např. velké dynaminy.